# Leonard Bramer
Leonard o Leonaert Bramer noto anche come Leonardo delle Notti (Delft, 24 dicembre 1596 – Delft, 10 febbraio 1674) è stato un pittore e disegnatore olandese del cosiddetto secolo d'oro.

## Biografia

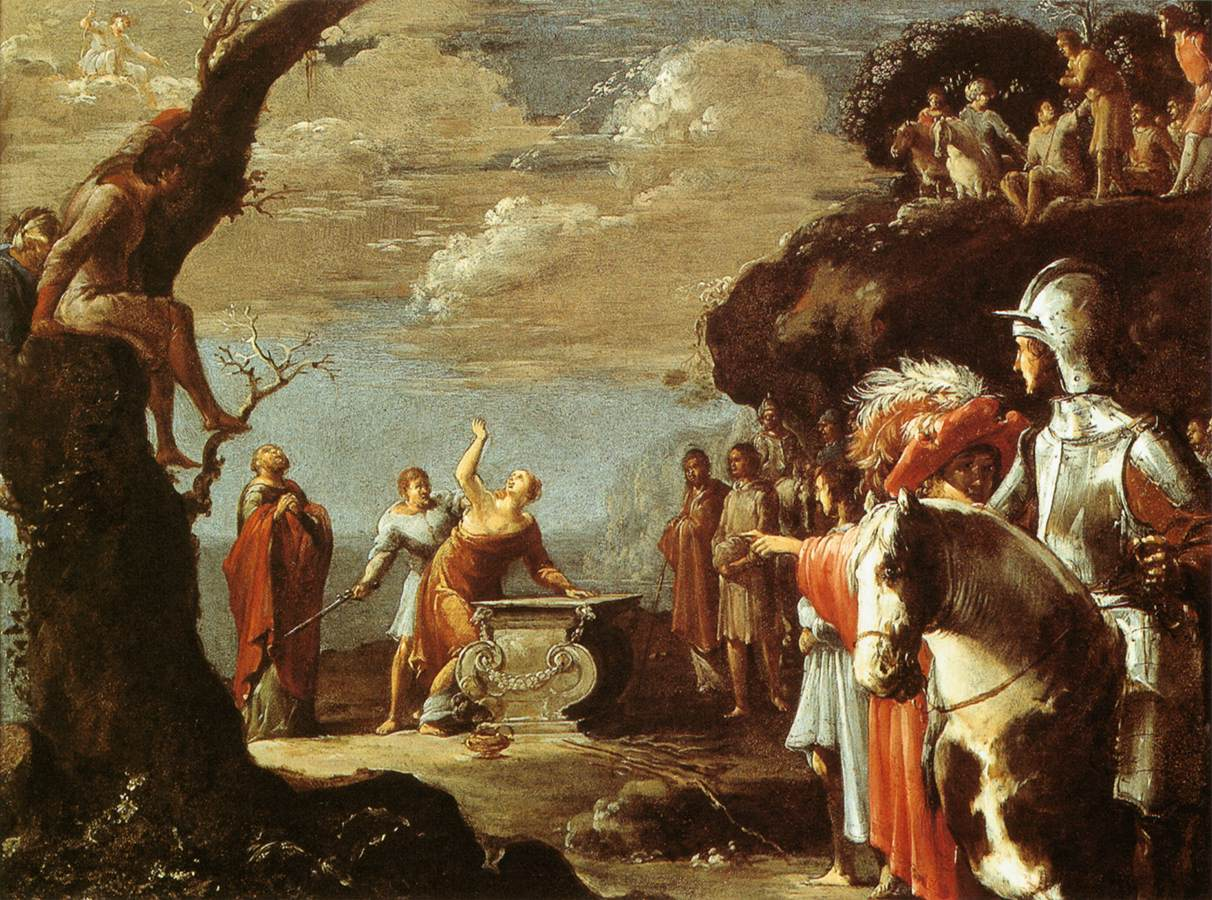
Il sacrificio di Ifigenia (1623 c.)

Le prime notizie riguardo alla carriera artistica di Bramer sono relative al suo soggiorno in Francia ed in Italia, che iniziò nel 1614 e terminò nel 1628. In Francia visitò Arras, Amiens, Parigi, Aix-en-Provence e Marsiglia. Mentre si trovava ad Aix-en-Provence, contribuì con un disegno ed una composizione poetica, datati 15 febbraio 1616, all'Album Amicorum del compatriota Wybrand de Geest. Questo disegno, la sua prima opera conosciuta, consiste in un paesaggio con tre figure, che presenta similarità con le opere di Adriaen van de Venne. Per questo motivo quest'ultimo fu considerato maestro di Bramer, anche se ciò è piuttosto improbabile per motivi anagrafici. Inoltre Bramer è stato considerato erroneamente un seguace di Rembrandt.
Dipinse soprattutto quadri di genere e soggetti storici. Attinse a una gran varietà di influenze per i suoi più caratteristici dipinti, piccole scene notturne con vividi effetti luminosi, spesso determinati dalla luce di candele, tanto da guadagnarsi la reputazione di artista indipendente e difficilmente classificabile.
Utilizzava la matita in modo lieve ed espressivo ed il colore in modo peculiare, distendendolo in uno strato sottile tanto da ricoprire appena il pannello, particolarmente per le parti in ombra e i marroni. Così riusciva a dare ai suoi dipinti una notevole trasparenza. Aveva buone capacità di gestione del chiaroscuro e colorava in modo brillante e vivace, in particolare nei vasi, che amava introdurre in ogni soggetto che lo consentisse e tratteggiare con un fine rilievo. Tra le sue opere migliori vi sono: La resurrezione di Lazzaro, che presenta un buon utilizzo del chiaroscuro, San Pietro che rinnega Gesù, Piramo e Tisbe, una piccola pittura su rame.
Durante il suo soggiorno romano, ebbe modo di lavorare per Agostino Tassi, che si occupava di pittura illusionistica, e ne subì l'influenza, tanto che alcune sue opere sono state alternativamente attribuite anche al Tassi, in particolare vedute del mare in tempesta.
Bramer fu anche uno dei pochi pittori olandesi a dipingere a fresco nei Paesi Bassi, in particolare decorò parecchi soffitti, ma queste sue opere non sopravvissero nel medio termine.
Fu uno degli artisti a cui Frederik Hendrik commissionò le decorazioni per il suo casino di caccia a Honselaarsdijk e ricevette anche molte altre importanti commissioni. In Italia lavorò per il Principe Mario Farnese, in patria oltre che dal Principe d'Orange, ricevette commissioni dal Conte di Nassau ed altri esponenti della nobiltà, ma anche da locali borgomastri ed assessori.
Nel 1629 entrò a fa parte della Corporazione di San Luca di Delft e ne fu ripetutamente a capo. Ricoprì anche il ruolo di sergente nella Guardia Civica ed acquisì il contratto per il mantenimento dei dipinti nell'edificio del Doelen (Guardia Civica). Affrescò il Prinsenhof di Delft.
Molti dei lavori di Bramer datati a partire dal 1640, raffigurano figure più grandi in scala rispetto ai precedenti. Questo fatto riflette la sua attività di pittore muralista a corte e l'influenza esercitata su di lui da Gerard van Honthorst e da altri pittori caravaggisti, inclusi i seguaci di Delft, Willem van Vliet e Christiaen Couwenbergh.
Parecchi suoi schizzi eseguiti tra il 1642 ed il 1654 e relativi a dipinti delle collezioni di Delft furono raccolti nel famoso Album Bramer, conservato a Leida.
Furono suoi allievi Jan Vermeer e forse Adriaen Verdoel.

## Opere

### Dipinti
- Caduta di Simone Mago, olio su rame, 30 x 41 cm, 1623, Musée des Beaux-Arts, Digione[8]
- Lite tra Aiace ed Ulisse, olio su rame, 30 x 408 cm, 1623 c., pendant del Sacrificio di Ifigenia, Het Prinsenhof, Delft[9]
- Sacrificio di Ifigenia, olio su rame, 28 x 38 cm, 1623 c., Het Prinsenhof, Delft[10]
- Contadini presso un fuoco, olio su ardesia, 22 x 33 cm, 1626 c., collezione private[11]
- Adorazione dei Magi, olio su pannello, 43 x 53 cm, 1628-1630, Institute of Arts, Detroit[12]
- Salomè si presenta con la testa di Giovanni Battista, olio su tela, 1630, Musée des Beaux-Arts, Nîmes[13]
- Gesù tra i Dottori, olio su pannello, 51 x 38 cm, 1640-1645, collezione privata[14]
- Gesù tra i Dottori, olio su pannello, 33 x 44 cm, 1640-1645, collezione privata
- Viaggio dei tre Magi a Betlemme, olio su pannello, 79 x 107 cm, 1638-1640, New York Historical Society, New York[15]
- Musicisti su una terrazza, olio su tela, 175 x 217 cm, 1665-1670, collezione privata[16]
- Lo scriba Shaphan legge il libro della legge a re Josiah, olio su tela, 18 x 28,5 cm, firmato[17]
- Adorazione dei pastori, olio su tela, 103x76,5 cm, Galleria dell'Accademia (Napoli)[18]
- Circoncisione, olio su pannello, 55,2 x 85,8 cm, firmato[19]
- Lo scriba Shaphan legge il libro della legge a re Josiah, olio su pannello, 57,3 x 75,4 cm[20]
- Resurrezione di Lazzaro, Roma[4]
- San Pietro che rinnega Gesù[4]
- Piramo e Tisbe, olio su rame[4]

### Disegni
- Concerto di angeli (recto), inchiostro grigio ed acquerello, 531 x 406 mm, 1650-1652, British Museum, Londra[21]
- I curiosi, inchiostro ed acquerello grigio e marrone su carta marrone chiaro, 391 x 560 mm, 1655-1660, Kunstmuseum im Ehrenhof, Düsseldorf[22]
- Figure in una loggia, inchiostro ed acquerello, 315 x 395 mm, 1660, Victoria and Albert Museum, Londra[2]
- Natura norta con baule, incisione su carta, 136 x 186 mm (tavola), John H. Wrenn Memorial Fund, The Art Institute, Chicago[23]